# Erythrolamprus pseudoreginae
Erythrolamprus pseudoreginae — вид змій родини полозових (Colubridae). Ендемік Тринідаду і Тобаго. Описаний у 2019 році.

## Поширення і екологія
Erythrolamprus pseudoreginae мешкають на північному сході острова Тобаго. Вони живуть в тропічних лісах, живляться амфібіями.